# Epipocus mixtecus
Epipocus mixtecus là một loài bọ cánh cứng trong họ Endomychidae. Loài này được Strohecker miêu tả khoa học năm 1977.